# Plectroctena lygaria
Plectroctena lygaria är en myrart som beskrevs av Bolton, Gotwald och Leroux 1979. Plectroctena lygaria ingår i släktet Plectroctena och familjen myror. Inga underarter finns listade i Catalogue of Life.

## Bildgalleri

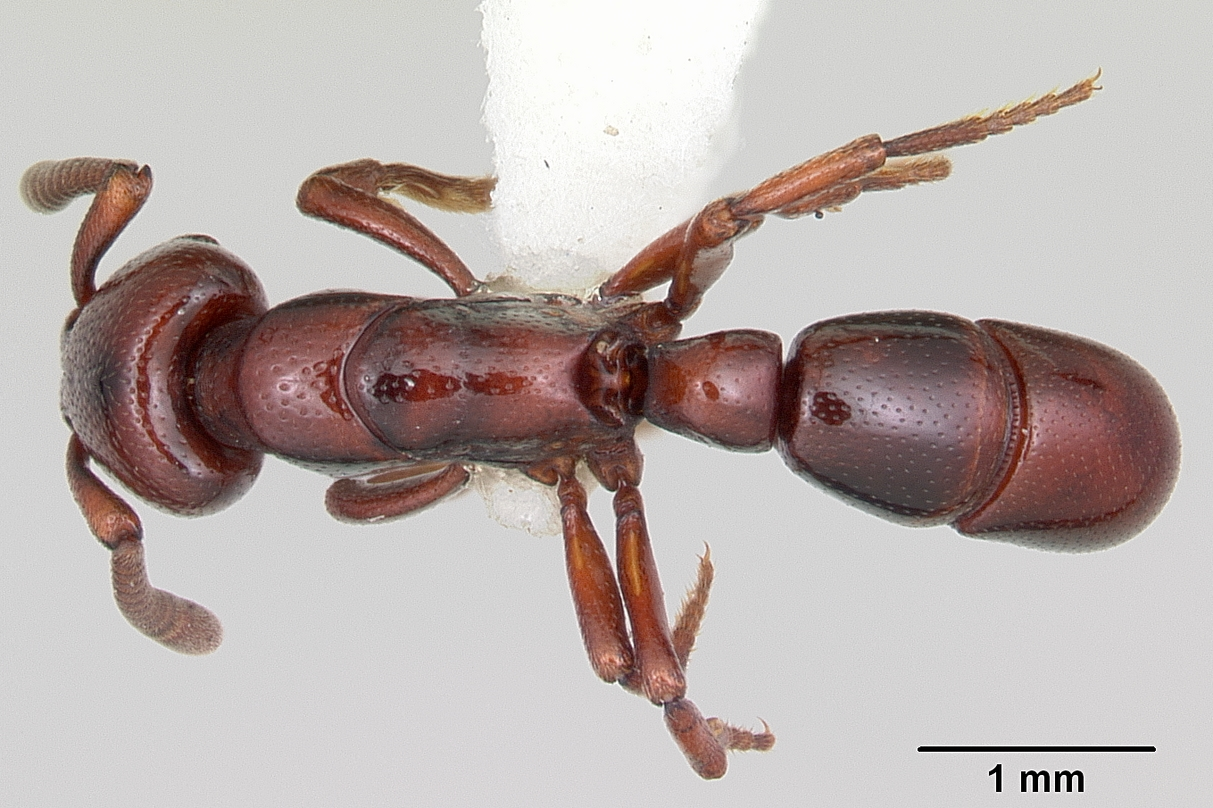
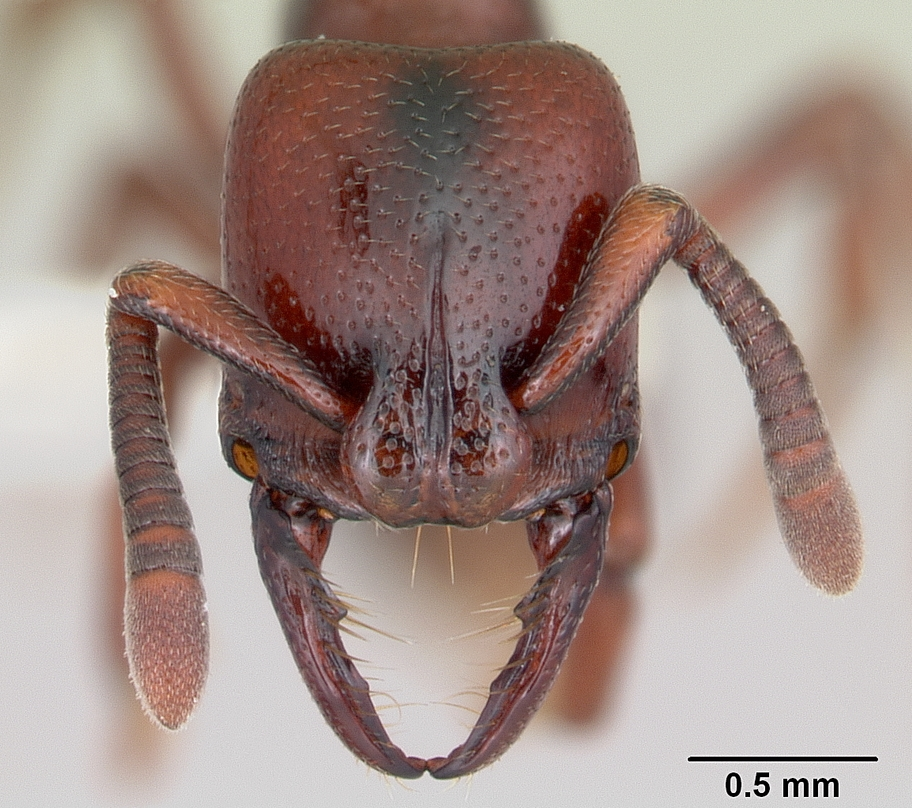
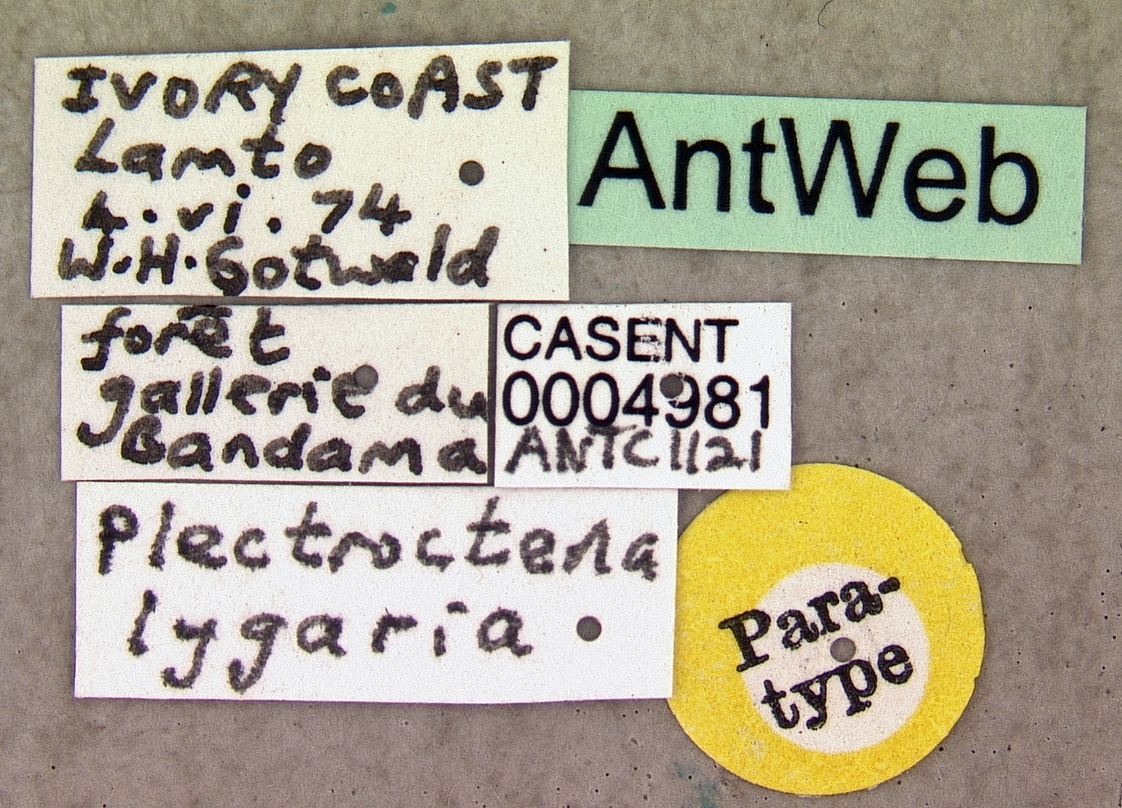
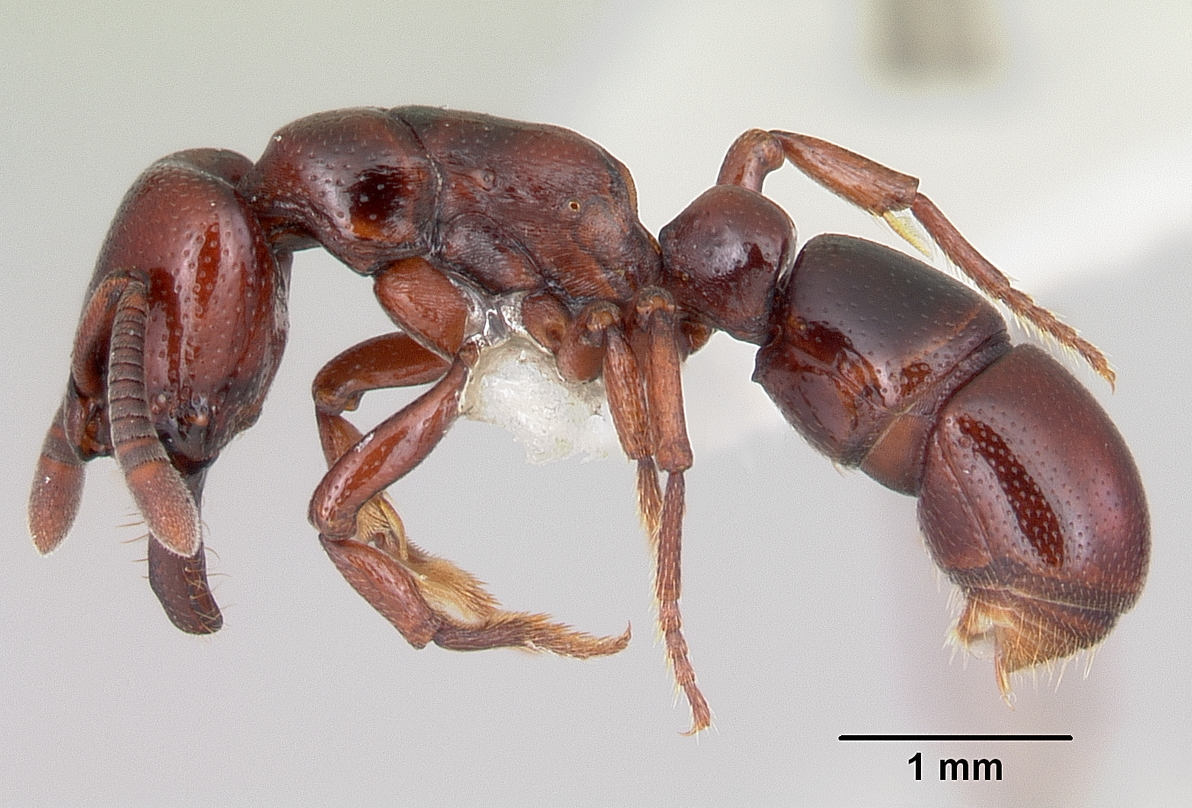
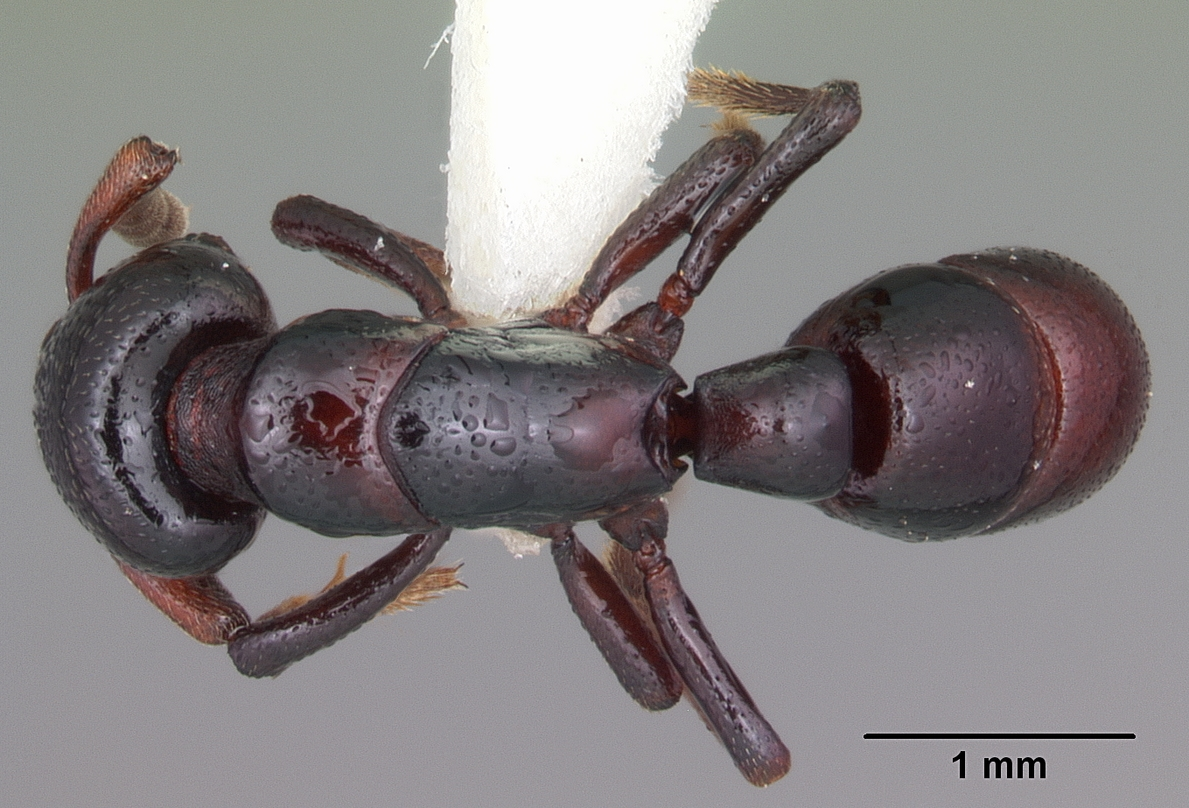
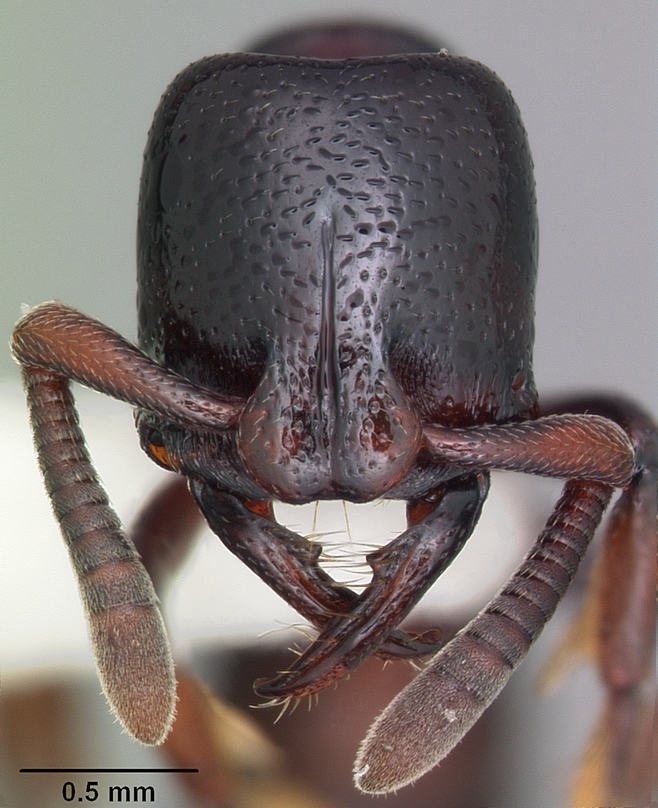